# 库尔特·斯万贝里
库尔特·斯万贝里（瑞典語：Kurt Svanberg，1913年9月26日—2001年10月7日），瑞典男子冰球运动员，场上位置是守门员。他曾代表瑞典国家队参加1948年冬季奥林匹克运动会冰球比赛，获得第4名。